# Caraguata subvittata
Caraguata subvittata es un insecto coleóptero de la familia Chrysomelidae.
Fue descrita científicamente por primera vez en 1923 por Bowditch.